# Церква Успіння Пресвятої Богородиці (Лурд)
Церква Успіння Пресвятої Богородиці — діюча церква Єпархії Святого Володимира Великого Української греко-католицької церкви, розташована у Лурді — одному з найбільших паломницьких центрів Європи. Єдиний неримо-католицький храм міста.

## Опис
Храм Успіння Пресвятої Богородиці був спроєктований архітектором Мирославом-Данилом Німцівим, розписаний під керівництвом професора Академії красних мистецтв з Кракова Є. Новосільського, якого вважають одним з найкращих художників і теоретиків ікони другої половини XX століття. Переважна більшість його творів — розписані церкви. Єдина церква його авторства поза кордонами Польщі — це церква Успіння Пресвятої Богородиці у Лурді. Митець розмалював церкву за 4 місяці — з січня по квітень 1984 року. Оригінальний іконостас є витвором рук відомого митця Петра Холодного. Храм з'єднаний з плебанією, у якій знаходяться адміністративні та господарські приміщення для пароха та всього штату обслуговуючого персоналу.
На фасаді храму встановлена меморіальна дошка в пам'ять про загиблих за Віру Христову та Волю України.
Навпроти храму знаходиться український готель Єпархії Святого Володимира Великого УГКЦ у Франції.

## Історія

### Українська каплиця
У 1968 році о. Миколай-Василь Прийма отримав дозвіл на обладнання в українському стилі однієї з каплиць у Базилиці Вервиці для прочан українців. На кошти української діаспори всього світу був розписаний вівтар каплиці. Роботу виконували відомі українські маляри: Мазурик О. з Парижа, Дмитерко М. з Детройта та Денисенко Л. з Австралії. Ця каплиця виконувала функції храму для українців до 1982 р., доки не було збудовано храм.

### Храм Успіння Пресвятої Богородиці
Українська церква в Лурді з'явилася при благословенні кардинала Йосипа Сліпого та Папи Римського Івана Павла ІІ за сприяння французького уряду.  
Українська Церква Успіння Божої Матері в Лурді була збудована в 1982 році, в часі, коли Екзархат очолював преосвящений єпископ Володимир Маланчук.
Кошти на будівництво храму збирав о. Василь Прийма, який походить зі с. Бачів, Перемишлянського району.
Український архітектор Мирослав Німців з Америки подарував проект згідно якого було збудовано українську церкву в Лурді.
Священик Павло Когут почав допомагати о. Василю Приймі від 1980 року в будівництві храму і збирав добровольців для будівельних робіт, які тривали 2 роки. Він також запросив з Польщі професора іконописця Юрія Новосельського, який розписав церкву. Іконостас розписав Петро Холодний.
28 серпня 1982 року було посвячено новозбудовану українську церкву. Посвячення здійснив високопреосвященніший Мирослав-Іван Любачівський (на той час — архиєпископ-коад'ютор  Блаженнішого Патріярха Йосифа Сліпого) за участі владики Генрі Донзе (римо-католицький єпископ Тарбу та Лурду) та в присутності прочан.

## Цікаві факти
- Перша група прочан з України, в кількості 195 осіб, відвідала храм у вересні 1991 року, майже через десять років після його будівництва.
- Регулярні богослужіння здійснюються лише у теплу частину року від Квітної неділі до 1 листопада.